# Villa Oswald

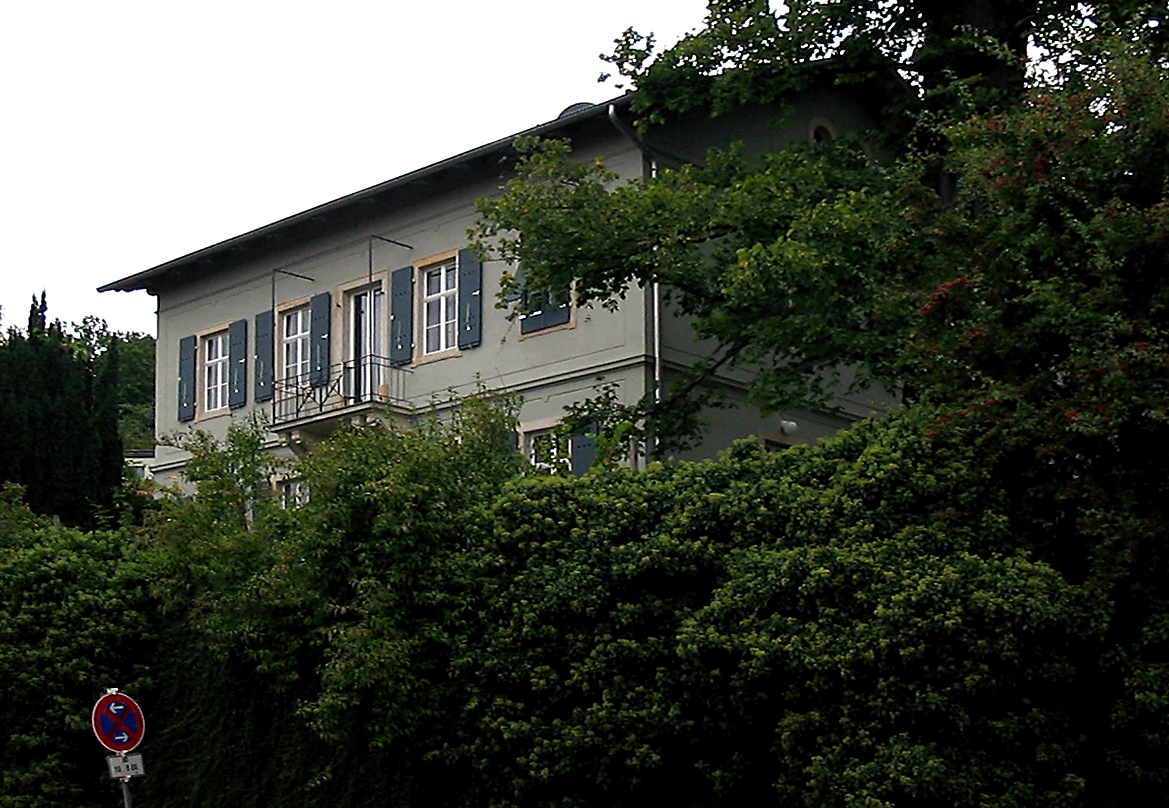
Villa Oswald, von der Straße aus

Die Villa Oswald, auch Villa Oßwald bzw. Oßwaldhaus, steht in der Oberen Bergstraße 42 im Stadtteil Niederlößnitz der sächsischen Stadt Radebeul, unmittelbar östlich von Haus Reinhardtsberg und wie dieses an der Einmündung des Ledenwegs. Bereits seit 1858 im Eigentum der Familie Oßwald, war eine Witwe Oswald (jetzt mit S) noch im Adressbuch des Jahres 1931 als Eigentümerin verzeichnet.

## Beschreibung

Villa Oswald im 19. Jahrhundert. Blick auf Kötzschenbroda

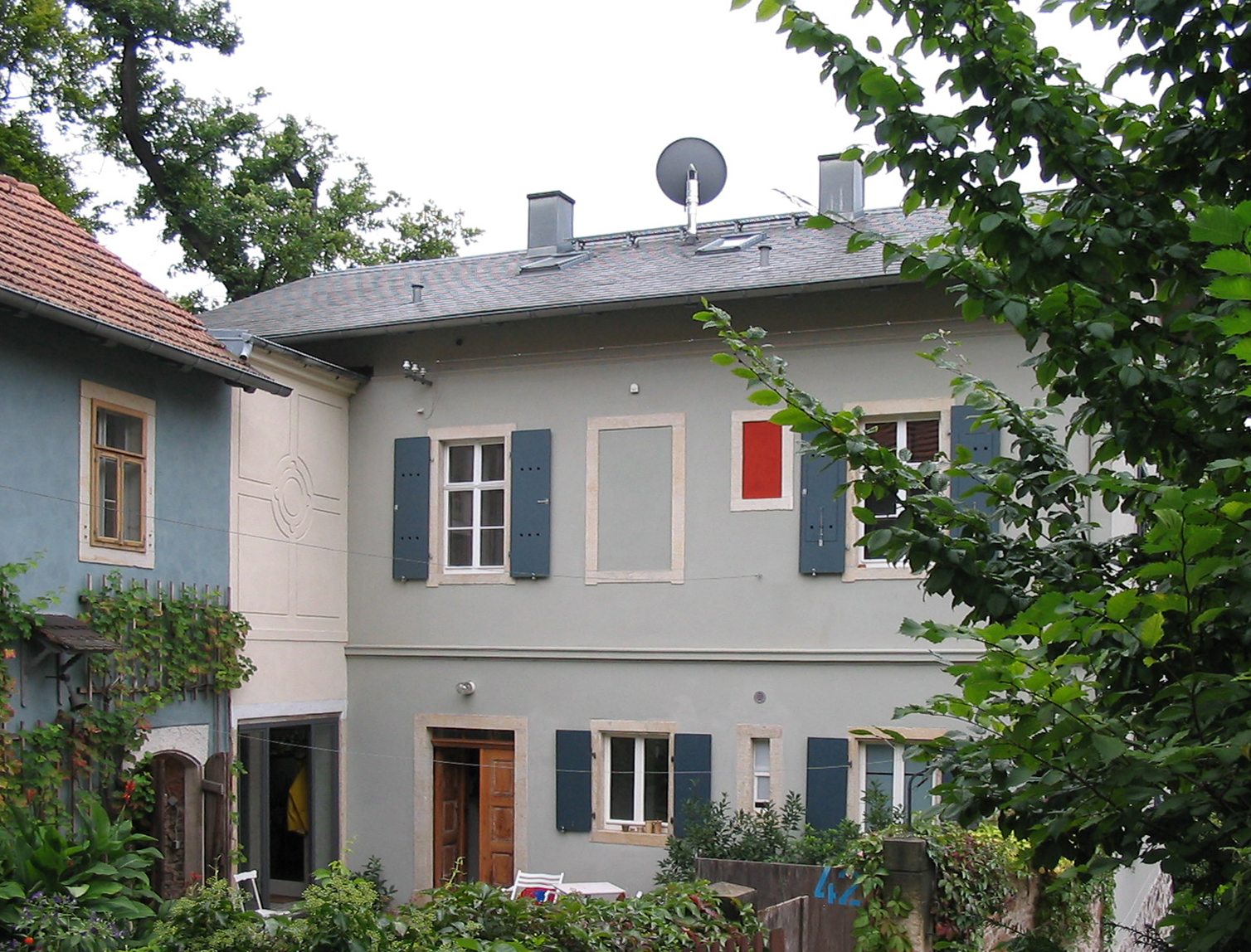
Villa Oswald mit Innenhof, links das östliche Winzerhaus

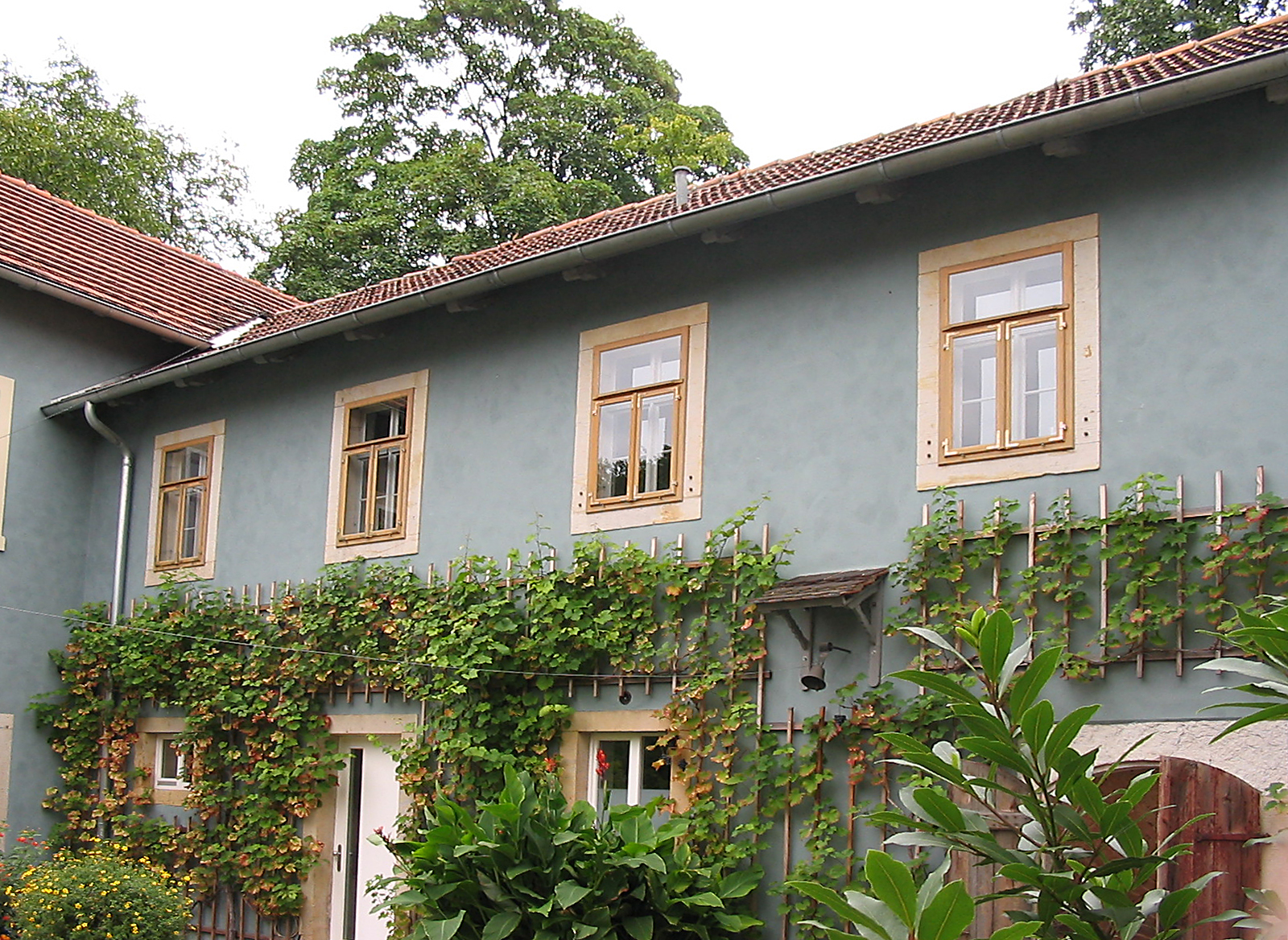
Villa Oswald: Winzerhaus, Blick von der Berggasse

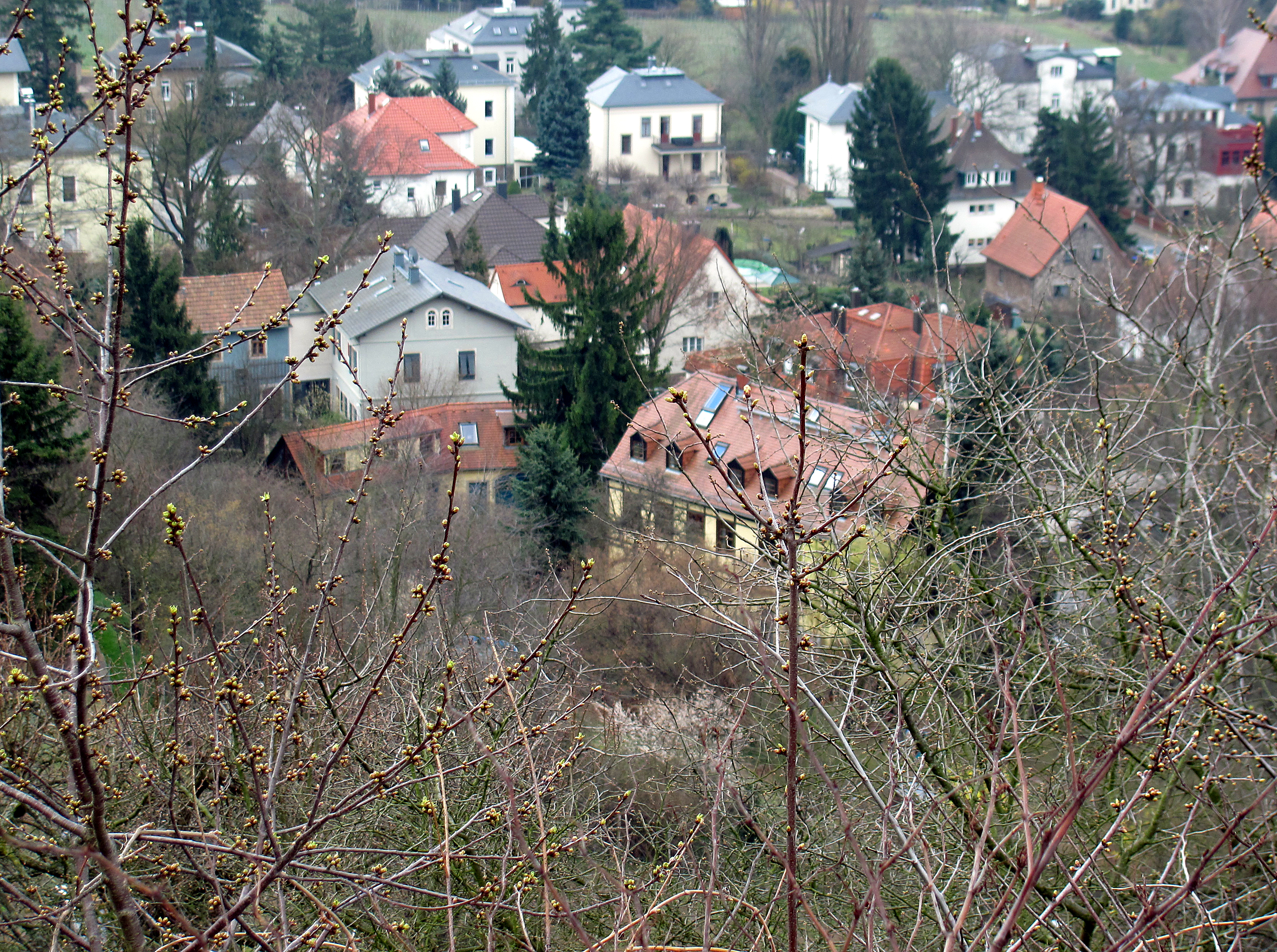
Bergseitiger Innenhof von Haus Reinhardtsberg (Bildmitte) und bergseitig stehendem Nebengebäude. Darüber die Villa Oswald mit nach links angeschlossenem Nebengebäude

Auf dem Anwesen stehen unterhalb der Niederlößnitzer Weinberge der Einzellage Radebeuler Steinrücken, jedoch hoch über der südlich gelegenen Straße, drei jeweils rechtwinklig aneinandergesetzte Gebäude um einen gemeinsamen Hof, der auf der vierten, nach Westen zum Zugang von der Oberen Bergstraße gelegenen Seite durch eine Einfriedungsmauer mit Tor begrenzt wird. Östlich wird das im Denkmalschutzgebiet Historische Weinberglandschaft Radebeul liegende Grundstück durch den Gemssteig begrenzt.
Das 1862 errichtete, zusammen mit dem ehemaligen Winzerhaus sowie der Einfriedungsstützmauer unter Denkmalschutz stehende Landhaus ist ein zweigeschossiges Wohngebäude auf einem hohen Bruchsteinsockel und mit einem weit überkragenden Pfettendach als Satteldach über einer zweiachsigen Fassade. Mittig in der fünfachsigen, traufständigen Straßenansicht steht ein Balkon auf Konsolen, eingefasst durch ein Eisengitter. Auf der Gebäuderückseite befindet sich der Hauseingang. Der verputzte Bau zeigt nur sparsame Geschossgliederung.
Ebenfalls vom Hof aus führt ein Durchgang in das im rechten Winkel angebaute, nach Osten gelegene und nach Norden ausgerichtete ehemalige Winzerhaus, welches ebenfalls unter Denkmalschutz steht. Dieses bildet den östlichen Abschluss des Hofs, während der Durchgang auch auf die östliche Grundstücksfläche führt. Dieses kleinere Wohnhaus ist ein ebenfalls zweigeschossiger Bau mit niedrigeren Geschosshöhen. Der einfache Putzbau hat ein flaches Satteldach. Das Gebäude wurde 1880 durch den Amtsmaurermeister August Große aufgestockt.
Auf der Nordseite des Winzerhauses steht ein nach Westen zeigender Wirtschaftsanbau, der auf seiner Rückseite in den Berg hineingebaut ist und den Innenhof nach Norden abschließt.
Zur Zuwegung hin wird das nach Süden stark abfallende Gelände durch eine aus dem Jahr 1908 stammende, rund 4 Meter hohe Einfriedungs-Stützmauer aus Polygonal-Natursteinmauerwerk abgefangen, obenauf ein Eisengeländer sowie eine Pergola auf Ziegelsteinpfeilern.